# Gerrit van Dam
Gerrit Cornelis (Gerrit) van Dam (Bleskensgraaf, 28 juni 1922 - Leidschendam, 19 januari 1999) was een Nederlands politicus namens de ARP en het CDA.
Van Dam groeide op in Bleskensgraaf, waar hij een buurjongen was van zijn latere collega Willem Aantjes. Van Dam was werkzaam voor het Verbond van Protestants-Christelijke Werkgevers, voordat hij lid werd van de Tweede Kamer, eerst voor de ARP, later voor het CDA. Hij was hier woordvoerder justitie, sociale zaken en ontwikkelingssamenwerking.
Van Dam was ideologisch gezien gepositioneerd in de rechtervleugel van de ARP en later het CDA, wat soms tot meningsverschillen met partijgenoten leidde. Zo stemde hij, in tegenstelling tot zijn vroegere dorpsgenoot Aantjes, tegen de vorming van het Kabinet-Den Uyl. De verhoudingen tussen Van Dam en Aantjes bleven echter goed.
Van Dam verliet in 1986 de Tweede Kamer. Enkele dagen na zijn dood in januari 1999, schreef Aantjes in de krant Trouw een artikel ten nagedachtenis aan Van Dam, getiteld In memoriam Gerrit Cornelis van Dam 1922-1999. Zijn neef Chris van Dam was tussen 2017 en 2021 eveneens Tweede Kamerlid.
- Biografisch Portaal: 87661943
- Parlement.com: vg09lle90rzt